# Вейн Сейбін
Вейн Сейбін (англ. Вейн Сейбін; 1 квітня 1915 — 14 вересня 1989) — колишній американський тенісист.
Найвищим досягненням на турнірах Великого шолома був фінал в парному розряді.
Завершив кар'єру 1954 року.

## Фінали турнірів Великого шолома

### Парний розряд (1 поразка)
| Результат | Рік  | Турнір        | Покриття | Партнер        | Суперники               | Рахунок       |
| --------- | ---- | ------------- | -------- | -------------- | ----------------------- | ------------- |
| Поразка   | 1941 | Чемпіонат США | Трава    | Гарднар Маллой | Джек Креймер Тед Шредер | 7–9, 4–6, 2–6 |